# والزارتان
والزارتان (به انگلیسی: Valsartan)
رده درمانی: آنتاگونیست گیرنده آنژیوتانسین II .
اشکال دارویی: قرص

## موارد مصرف
والزارتان برای درمان پرفشاری خون تجویز می‌شود.

## مکانیسم اثر
والزارتان یک آنتاگونیست گیرنده آنژیوتانسین II می‌باشد با فعالیت ضد فشار خون که عمدتاً ناشی از بلوک انتخابی گیرنده‌های AT1 و کاهش اثر فشاری آنژیوتانسین II می‌باشد.

## عوارض جانبی
افزایش پتاسیم خون، سردرد و سرگیجه

### جمع‌آوری برخی موارد
در سال ۲۰۱۸ شرکت دارویی نوارتیس اعلام کرد که قرص‌های والزارتان دارای پوشش Valsartan/HCT و Sandoz Valsartan به دلیل نداشتن مواد اولیه با استانداردهای کیفی بالا و به دلیل تاثیر احتمالی این ماده در بروز بیماری سرطان از ۲۲ کشور جمع‌آوری می‌شود.

## موارد منع مصرف
والزارتان یا همان والسارتان در دوران بارداری و شیردهی منع مصرف کامل دارد.( میتواند باعث ایجاد اختلال در تکامل لوله های عصبی در دوران جنینی شود.) والزارتان همچنین در صورت وجود اختلالات کلیوی و کبدی باید با احتیاط مصرف شود. 